# Ville Paumola
Ville Paumola (* 16. März 1991 in Tampere) ist ein ehemaliger finnischer Snowboarder. Er startet in den Disziplinen Slopestyle und Big Air.

## Werdegang
Paumola nahm von 2006 bis 2018 an Wettbewerben der World Snowboard Tour und der FIS teil. Dabei holte er jeweils mit dem zweiten Rang im Slopestyle bei den finnischen Meisterschaften 2009 in Ruka und im Januar 2010 beim O’Neill Evolution in Davos seine ersten Podestplatzierungen. Zu Beginn der Saison 2010/11 gewann er bei den Snowboard-Juniorenweltmeisterschaften 2010 in Cardrona die Bronzemedaille im Big Air und die Silbermedaille im Slopestyle. Im Oktober 2010 absolvierte er in London seinen ersten Weltcup und belegte dabei den 15. Platz im Big Air. Im weiteren Saisonverlauf wurde er Zweiter im Slopestyle beim Horsefeathers Pleasure Jam in Schladming und Dritter im Slopestyle beim Spring Battle in Flachauwinkl. Bei den Snowboard-Weltmeisterschaften 2011 in La Molina gewann er die Bronzemedaille im Slopestyle. Zudem errang er den achten Platz im Big Air Wettbewerb. In der folgenden Saison kam er beim Snowjam in Špindlerův Mlýn und beim Grandvalira Total Fight in Grandvalira jeweils auf den zweiten Platz im Slopestyle. Im Februar 2012 belegte er bei den Snowboard-Weltmeisterschaften 2012 in Oslo den 14. Platz und bei den Burton European Open in Laax den vierten Rang im Slopestyle. Bei seiner ersten Olympiateilnahme 2014 in Sotschi kam er auf den 27. Platz im Slopestyle. Im folgenden Jahr errang er bei den Snowboard-Weltmeisterschaften 2015 am Kreischberg den 23. Platz im Slopestyle und den achten Rang im Big Air Wettbewerb. Zu Beginn der Saison 2015/16 startete er in Landgraaf erstmals im Europacup und gewann nach Platz 31 im Slopestyle am ersten Wettkampftag, den Slopestyle-Wettbewerb am zweiten Wettkampftag. Im Februar 2016 erreichte er mit dem dritten Platz im Slopestyle im Bokwang Phoenix Park in Pyeongchang seine erste Podestplatzierung im Weltcup und belegte zum Saisonende den 12. Platz im Freestyle-Weltcup und den siebten Rang im Slopestyle-Weltcup. Anfang April 2016 wurde er finnischer Meister im Slopestyle. Bei den Snowboard-Weltmeisterschaften 2017 in Sierra Nevada gelang ihn der 21. Platz im Big Air und der fünfte Rang im Slopestyle.

## Teilnahmen an Olympischen Spielen und Weltmeisterschaften

### Olympische Spiele
- Sotschi 2014: 27. Platz Slopestyle

### Weltmeisterschaften
- La Molina 2011: 3. Platz Slopestyle, 8. Platz Big Air
- Oslo 2012: 14. Platz Slopestyle
- Kreischberg 2015: 8. Platz Big Air, 23. Platz Slopestyle
- Sierra Nevada 2017 5. Platz Slopestyle, 21. Platz Big Air